# NGC 5991
NGC 5991 é uma galáxia espiral (S) localizada na direcção da constelação de Serpens. Possui uma declinação de +24° 37' 52" e uma ascensão recta de 15 horas, 45 minutos e 16,7 segundos.
A galáxia NGC 5991 foi descoberta em 13 de Junho de 1879 por Édouard Jean-Marie Stephan.